# 安德烈·鲁布廖夫 (电影)
《安德烈·鲁布廖夫》，是1966年俄罗斯电影导演安德烈·塔可夫斯基执导的电影，安德烈·康查洛夫斯基、安德烈·塔可夫斯基编剧。这部电影基本上是根据伟大的15世纪俄罗斯圣像画家安德烈·鲁布廖夫的生平改编。阿纳托利·索洛尼岑、尼古拉·格林科、伊万·拉皮科夫、尼古拉·谢尔盖耶夫、尼古拉·布勒耶夫和塔尔科夫斯基的妻子伊尔玛·劳什出演。俄罗斯著名油画修复师、艺术史家萨瓦·亚姆希科夫，担任本片的科技顾问。《安德烈·盧布耶夫》曾得第22屆坎城影展費比西國際影評人獎。